# Auburn (Indiana)
Pour les articles homonymes, voir Auburn.
La ville d'Auburn est le siège du comté de DeKalb, situé dans l'Indiana, aux États-Unis.
Auburn a été le siège du constructeur automobile Auburn.

## Lieux et monuments
- Musée automobile Auburn Cord Duesenberg

## Source
- (en) Cet article est partiellement ou en totalité issu de l’article de Wikipédia en anglais intitulé « Auburn, Indiana » (voir la liste des auteurs).